# Прохожий (песня)
«Прохо́жий» — песня рок-группы «Кино» на стихи Виктора Цоя, вошедшая в альбомы «Это не любовь» и «Группа крови» в 1985 (издана бонус-треком в 1996 году) и 1988 годах.

## История
Премьера песни состоялась 3 июня 1987 года на V фестивале ленинградского рок-клуба. Во время выступления на фестивале, в составе группы, вместе с четырьмя музыкантами группы «Кино» были их знакомые художники Сергей «Африка» Бугаев за барабанами и Андрей Крисанов с бас-гитарой.
Песня написана в стиле панк-рок. До этого группа «Кино» в том же стиле сыграла песню «Мама-анархия» в альбоме «Ночь».
В финале песни в течение минуты звучат фрагменты различных шумов и мелодий, которые переходят из канала в канал. Это коллекция шумовых материалов Игоря Веричева и группы «Новые композиторы». После окончания основной части композиции звучат мелодии из советской художественной киносказки 1959 года — «Марья-искусница», поставленной Александром Роу.
Сам Цой считал «Прохожего» слабой песней. Однако, у Цоя была идея, что в каждом альбоме должна быть одна проходная песня («сопля»), которой в альбоме «Группа крови» стала именно песня «Прохожий». Песню изначально не хотели включать в альбом, так как альбом не помещался на 45-минутной кассете, но так как другие песни в альбоме на эту роль не подходили, «Прохожего» всё-таки включили в альбом.
Грампластинка «Группы крови», вышедшая в США, включала песню «Прохожий». В СССР альбом поначалу распространялся только на компакт-кассетах и бобинах. В одной из основных копий песня не поместилась на 45-минутную сторону компакт-кассеты, и альбом тиражировался без неё. В 1991 году альбом был переиздан полностью на грампластинках.

## В записи участвовали
- Виктор Цой — вокал, ритм-гитара
- Юрий Каспарян — гитара, бэк-вокал
- Георгий Гурьянов — ударные, бас-гитара, бэк-вокал
- Игорь Веричев — шумы

## Кавер-версии
- Для трибьюта Виктора Цоя «КИНОпробы» кавер-версию песни записала группа «Чичерина». Запись сделана за один день на «Мосфильме»[5]. Также группа сняла видеоклип на эту запись, который основан на её концертных выступлениях. В интервью Юлия Чичерина сказала, что песня «Про нас… Она дурацкая, разгильдяйская, она вообще на „Кино“ не похожа»[6].
- Песню исполняет Масяня в мультфильме «Электричка»[7][8].